# Euphyia cydalima
Euphyia cydalima là một loài bướm đêm trong họ Geometridae.